# Kosmos 459
Kosmos 459 (rusky Космос 459), také známý jako DS-P1-M č. 5, byla družice, která posloužila jako cíl při testování protisatelitní zbraně. Byla vypuštěna v Sovětském Svazu v roce 1971 jako součást programu Dněpropetrovskij sputnik, a použita jako cíl pro Kosmos 462, který byl součástí programu Istrebitěl sputnikov.

## Vypuštění
K vypuštění posloužil raketový nosič Kosmos-3M z odpalovací rampy 132/1 na Kosmodromu Pleseck. Ke startu došlo v 17:30:00 UTC dne 29. listopadu 1971.

## Orbit
Kosmos 459 byla umístěna na nízké oběžné dráze (perigeum 199 km, apogeum 286 km), ve sklonu 65 stupňů, a oběžnou dobou 89,4 minut. Byla úspěšně zachycena a zničena družicí Kosmos 462. 
Kosmos 459 byl čtvrtou z pěti původních DS-P1-M družic, která byla vypuštěna, přičemž byla první, která úspěšně dosáhla oběžné dráhy. Po pěti startech DS-P1-M byl satelit nahrazen derivátem Lira. 
Sestřelení Kosmos 459 bylo posledním dokončeným testem systému IS-A jako součást sovětské státní zkoušky. V návaznosti na test byl protisatelitní systém IS-A prohlášen za provozuschopný.